# Irische Badmintonmeisterschaft 1987
Die Irische Badmintonmeisterschaft 1987 fand bereits am 12. und 13. Dezember 1986 in der McCallum Hall in der Woodvale Road in Belfast statt.

## Finalergebnisse
| Disziplin    | Sieger                      | Finalist                      | Ergebnis          |
| ------------ | --------------------------- | ----------------------------- | ----------------- |
| Herreneinzel | Pat Marron                  | Chippy Peard                  | 15-10, 7-15, 15-9 |
| Dameneinzel  | Barbara Beckett             | Holly Lane                    | w.o.              |
| Herrendoppel | Tommy Reidy Michael O’Meara | Robert Taylor Chippy Peard    | 6-15, 15-5, 15-9  |
| Damendoppel  | Ann Stephens Elaine Doyle   | Holly Lane Tanya Cooke        | w.o.              |
| Mixed        | Rikki Keag Ann Stephens     | Graham Henderson Elaine Doyle | 15-9, 18-14       |